# 南北屯站
南北屯站是青岛地铁1号线的地铁车站，位于中华人民共和国山东省青岛市黄岛区漓江东路与金山路交叉口东侧，于2021年12月30日开通。

## 车站结构
南北屯站位于漓江东路与金山路交叉口东侧，沿漓江东路设置，呈东西走向，为地下两层岛式站台车站，车站长212米，标准段宽21.72米，车站地下一层为站厅层，地下二层为站台层，站台设置全高站台门。
| 地面              | 出入口 | A、B出入口                                                                                            |
| 地下一层          | 站厅   | 客服中心、自动售票机、验票机                                                                          |
| 地下二层          | 站台   | \| \| \| 1号线往王家港（新港山路） \| \| 島式 · 開左邊车门 \| \| \| \| \| \| 1号线往东郭庄（山里） \| |
|                   |        | 1号线往王家港（新港山路）                                                                             |
| 島式 · 開左邊车门 |        | |
|                   |        | 1号线往东郭庄（山里）                                                                                 |

## 出入口
南北屯站共设2个出入口，各出口及周围设施如下所示：
| 编号                | 指示         | 建议前往的目的地         | 图片 |
| ------------------- | ------------ | ------------------------ | ---- |
| A · 出口            | 漓江东路(北) |                          |      |
| B · 出口 · （设有） | 漓江东路(南) | 金沙滩景区，青岛电影学院 |      |
| 图例： 设有         |              |                          |      |

## 接驳交通

### 公交车
- 北船重工：黄岛31路，黄岛803路，黄岛807路，隧道1路，隧道3路
- 南北屯社区西门：黄岛807路

## 车站历史
本站工程名与公示名为薛家岛站，正式站名为南北屯站，以车站所处的南北屯社区命名。位于本站西侧同为1号线的工程名为衡山路站的车站正式站名为薛家岛站。
- 2017年3月26日，车站主体贯通[2]。
- 2021年12月30日，车站随1号线南段通车开通[1]。